# Championnat d'Asie féminin de basket-ball des moins de 18 ans 2022
Navigation
Inde 2018 Chine 2024
Le championnat d'Asie féminin de basket-ball des moins de 18 ans 2022 se déroule à Bangalore en Inde du 5 au 13 septembre 2022. Il s'agit de la vingt-cinquième édition de la compétition, instaurée en 1970.

## Équipes participantes

### Qualifications

#### Division A
8 équipes, issues de l'édition précédente du Championnat d'Asie U18, sont qualifiées pour cette division.
| Mode de qualification                                 | Places | Nations qualifiées |
| ----------------------------------------------------- | ------ | ------------------ |
| Vainqueur du Championnat d'Asie U18 2018 (Division A) | 1      | Chine              |
| Finaliste du Championnat d'Asie U18 2018 (Division A) | 1      | Japon              |
| 3e du Championnat d'Asie U18 2018 (Division A)        | 1      | Australie          |
| 4e du Championnat d'Asie U18 2018 (Division A)        | 1      | Corée du Sud       |
| 5e du Championnat d'Asie U18 2018 (Division A)        | 1      | Nouvelle-Zélande   |
| 6e du Championnat d'Asie U18 2018 (Division A)        | 1      | Taïwan             |
| 7e du Championnat d'Asie U18 2018 (Division A)        | 1      | Indonésie          |
| Vainqueur du Championnat d'Asie U18 2018 (Division B) | 1      | Inde               |

#### Division B
8 équipes, issues de l'édition précédente du Championnat d'Asie U18, sont qualifiées pour cette division.
| Mode de qualification                                 | Places | Nations qualifiées                               |
| ----------------------------------------------------- | ------ | ------------------------------------------------ |
| 8e du Championnat d'Asie U18 2018 (Division A)        | 1      | Malaisie                                         |
| 2 équipes du Championnat d'Asie U18 2018 (Division B) | 2      | Hong Kong Samoa                                  |
| 5 équipes de la FIBA Asie                             | 5      | Jordanie Maldives Mongolie Philippines Thaïlande |

## Division A

### Rencontres

#### Premier tour
Légende des classements
- Qualifié pour les demi-finales
- Repêché en barrages de qualifications pour les demi-finales
- Qualifié pour le match pour la 7e place

##### Groupe A
| Rang | Équipe           | Pts | J | G | P | Pp  | Pc  | Diff |  | Résultats (dom.\ext.) |   |       |        |        |
| ---- | ---------------- | --- | - | - | - | --- | --- | ---- |  | --------------------- | - | ----- | ------ | ------ |
| 1    | Australie        | 6   | 3 | 3 | 0 | 323 | 159 | 164  |  | Australie             |   | 96-66 | 111-44 | 116-49 |
| 2    | Corée du Sud     | 5   | 3 | 2 | 1 | 216 | 207 | 9    |  | Corée du Sud          | - |       | 81-64  | 69-47  |
| 3    | Nouvelle-Zélande | 4   | 3 | 1 | 2 | 174 | 255 | -81  |  | Nouvelle-Zélande      | - | -     |        | 66-63  |
| 4    | Inde             | 3   | 3 | 0 | 3 | 159 | 251 | -92  |  | Inde                  | - | -     | -      |        |

##### Groupe B
| Rang | Équipe    | Pts | J | G | P | Pp  | Pc  | Diff |  | Résultats (dom.\ext.) |   |       |       |        |
| ---- | --------- | --- | - | - | - | --- | --- | ---- |  | --------------------- | - | ----- | ----- | ------ |
| 1    | Japon     | 6   | 3 | 3 | 0 | 273 | 171 | 102  |  | Japon                 |   | 90-77 | 76-59 | 107-35 |
| 2    | Taïwan    | 5   | 3 | 2 | 1 | 232 | 167 | 65   |  | Taïwan                | - |       | 74-61 | 81-16  |
| 3    | Chine     | 4   | 3 | 1 | 2 | 211 | 180 | 31   |  | Chine                 | - | -     |       | 91-30  |
| 4    | Indonésie | 3   | 3 | 0 | 3 | 81  | 279 | -198 |  | Indonésie             | - | -     | -     |        |

#### Tableau final
|  | Barrages  | Barrages         | Barrages          | Barrages |                               |                               | Demi-finales                  | Demi-finales                  | Demi-finales      | Demi-finales      |                   |                   | Finale            | Finale            | Finale            | Finale            |
|  |           |                  |                   |          |                               |                               |                               |                               |                   |                   |                   |                   |                   |                   |                   |                   |
|  |           |                  |                   |          |                               |                               | 10 septembre 2022             | 10 septembre 2022             | 10 septembre 2022 | 10 septembre 2022 |                   |                   | 11 septembre 2022 | 11 septembre 2022 | 11 septembre 2022 | 11 septembre 2022 |
|  |           |                  |                   |          |                               |                               | 10 septembre 2022             | 10 septembre 2022             | 10 septembre 2022 | 10 septembre 2022 |                   |                   | 11 septembre 2022 | 11 septembre 2022 | 11 septembre 2022 | 11 septembre 2022 |
|  |           |                  |                   |          |                               |                               | 10 septembre 2022             | 10 septembre 2022             | 10 septembre 2022 | 10 septembre 2022 |                   |                   | 11 septembre 2022 | 11 septembre 2022 | 11 septembre 2022 | 11 septembre 2022 |
|  |           |                  |                   |          |                               |                               | 10 septembre 2022             | 10 septembre 2022             | 10 septembre 2022 | 10 septembre 2022 |                   |                   | 11 septembre 2022 | 11 septembre 2022 | 11 septembre 2022 | 11 septembre 2022 |
|  |           |                  |                   |          |                               |                               | 10 septembre 2022             | 10 septembre 2022             | 10 septembre 2022 | 10 septembre 2022 |                   |                   | 11 septembre 2022 | 11 septembre 2022 | 11 septembre 2022 | 11 septembre 2022 |
|  | Australie | Australie        | 70                | 70       |                               |                               |                               |                               |                   |                   |                   |                   | 11 septembre 2022 | 11 septembre 2022 | 11 septembre 2022 | 11 septembre 2022 |
|  | Australie | Australie        | 70                | 70       | 9 septembre 2022              |                               |                               |                               |                   |                   |                   |                   | 11 septembre 2022 | 11 septembre 2022 | 11 septembre 2022 | 11 septembre 2022 |
|  |           |                  | Taïwan            | Taïwan   | 61                            | 61                            |                               |                               |                   |                   |                   |                   | 11 septembre 2022 | 11 septembre 2022 | 11 septembre 2022 | 11 septembre 2022 |
|  | B2        | Taïwan           | Taïwan            | Taïwan   | 61                            | 61                            | 77                            | 77                            |                   |                   |                   |                   | 11 septembre 2022 | 11 septembre 2022 | 11 septembre 2022 | 11 septembre 2022 |
|  | B2        | Taïwan           | 10 septembre 2022 |          |                               |                               | 77                            | 77                            |                   |                   |                   |                   | 11 septembre 2022 | 11 septembre 2022 | 11 septembre 2022 | 11 septembre 2022 |
|  | A3        | Nouvelle-Zélande | 67                | 67       |                               |                               |                               |                               |                   |                   |                   |                   | 11 septembre 2022 | 11 septembre 2022 | 11 septembre 2022 | 11 septembre 2022 |
|  | A3        | Nouvelle-Zélande | 67                | 67       | Australie                     | Australie                     | 81                            | 81                            |                   |                   |                   |                   |                   |                   |                   |                   |
|  |           |                  |                   |          | Australie                     | Australie                     | 81                            | 81                            |                   |                   |                   |                   |                   |                   |                   |                   |
|  |           |                  | Chine             | Chine    | 55                            | 55                            |                               |                               |                   |                   |                   |                   |                   |                   |                   |                   |
|  |           |                  |                   |          | 55                            | 55                            |                               |                               |                   |                   |                   |                   |                   |                   |                   |                   |
|  |           |                  |                   |          |                               |                               |                               |                               |                   |                   |                   |                   |                   |                   |                   |                   |
|  |           |                  |                   |          |                               |                               |                               |                               |                   |                   |                   |                   |                   |                   |                   |                   |
|  | Chine     | Chine            | 54                | 54       | Match pour la troisième place | Match pour la troisième place | Match pour la troisième place | Match pour la troisième place |                   |                   |                   |                   |                   |                   |                   |                   |
|  | Chine     | Chine            | 54                | 54       | Match pour la troisième place | Match pour la troisième place | Match pour la troisième place | Match pour la troisième place | 9 septembre 2022  |                   |                   |                   |                   |                   |                   |                   |
|  |           |                  | Japon             | Japon    | 51                            | 51                            |                               |                               | 11 septembre 2022 | 11 septembre 2022 | 11 septembre 2022 | 11 septembre 2022 |                   |                   |                   |                   |
|  | A2        | Corée du Sud     | Japon             | Japon    | 51                            | 51                            | 53                            | 53                            | 11 septembre 2022 | 11 septembre 2022 | 11 septembre 2022 | 11 septembre 2022 |                   |                   |                   |                   |
|  | A2        | Corée du Sud     |                   |          |                               |                               |                               | 53                            |                   |                   | Taïwan            | Taïwan            | 45                | 45                |                   |                   |
|  | B3        | Chine            | 70                | 70       |                               |                               |                               |                               |                   |                   | Taïwan            | Taïwan            | 45                | 45                |                   |                   |
|  | B3        | Chine            | 70                | 70       | Japon                         | Japon                         | 77                            | 77                            |                   |                   |                   |                   |                   |                   |                   |                   |
|  |           |                  |                   |          |                               |                               |                               |                               |                   |                   |                   |                   |                   |                   |                   |                   |

#### Matches de classement

##### Match pour la7eplace
| 9 septembre 2022 13 h 30 UTC+05:30 | Rapport | Inde                                             | 45–48 | Indonésie |  | Sree Kanteerava Indoor Stadium |
| 9 septembre 2022 13 h 30 UTC+05:30 | Rapport | Score par quart-temps : 5-17, 17-10, 19-11, 4-10 |       |           |  | Sree Kanteerava Indoor Stadium |

##### Match pour la5eplace
| 10 septembre 2022 13 h 30 UTC+05:30 | Rapport | Corée du Sud                                      | 73–56 | Nouvelle-Zélande |  | Sree Kanteerava Indoor Stadium |
| 10 septembre 2022 13 h 30 UTC+05:30 | Rapport | Score par quart-temps : 20-16, 13-15, 14-16, 26-9 |       |                  |  | Sree Kanteerava Indoor Stadium |

### Classement final
| Place                    | Équipe           | Vict.-Déf. |
| ------------------------ | ---------------- | ---------- |
| Médaille d'or, Asie      | Australie        | 5 - 0      |
| Médaille d'argent, Asie  | Chine            | 3 - 3      |
| Médaille de bronze, Asie | Japon            | 4 - 2      |
| 4                        | Taïwan           | 3 - 3      |
| 5                        | Corée du Sud     | 3 - 2      |
| 6                        | Nouvelle-Zélande | 1 - 4      |
| 7                        | Indonésie        | 1 - 3      |
| 8                        | Inde             | 0 - 4      |

- Qualification pour la Coupe du Monde U19 2023
- Relégation en Division B pour le Championnat d'Asie U18 2024

### Leaders statistiques

#### Points
| Place | Nom               | Équipe    | PPM  |
| ----- | ----------------- | --------- | ---- |
| 1     | Yu Wen Hsao       | Taïwan    | 19,2 |
| 2     | Isla Juffermans   | Australie | 17,0 |
| 3     | Wenxia Li         | Chine     | 15,2 |
| 4     | Isobel Borlase    | Australie | 14,4 |
| 5     | Dallas Loughridge | Australie | 13,8 |

#### Rebonds
| Place | Nom             | Équipe       | RPM  |
| ----- | --------------- | ------------ | ---- |
| 1     | Yu Wen Hsao     | Taïwan       | 13,5 |
| 2     | Isla Juffermans | Australie    | 11,0 |
| 3     | Seongjin Park   | Corée du Sud | 8,2  |
| 4     | Chin Hua Yu     | Taïwan       | 8,0  |
| 4     | Angelica Candra | Indonésie    | 8,0  |

#### Passes décisives
| Place | Nom                 | Équipe           | PDPM |
| ----- | ------------------- | ---------------- | ---- |
| 1     | Chinami Yokoyama    | Japon            | 5,4  |
| 2     | Huixuan Chu         | Chine            | 5,3  |
| 3     | Dallas Loughridge   | Australie        | 4,8  |
| 4     | Mackenzie Chatfield | Nouvelle-Zélande | 4,6  |
| 5     | Isobel Borlase      | Australie        | 4,4  |

#### Contres
| Place | Nom           | Équipe       | CPM |
| ----- | ------------- | ------------ | --- |
| 1     | Chin Hua Yu   | Taïwan       | 2,2 |
| 2     | Bhumika Singh | Inde         | 2,0 |
| 3     | Seongjin Park | Corée du Sud | 1,8 |
| 4     | Nyadiew Puoch | Australie    | 1,4 |
| 5     | Yu Wen Hsiao  | Taïwan       | 1,2 |

#### Interceptions
| Place | Nom                  | Équipe       | IPM |
| ----- | -------------------- | ------------ | --- |
| 1     | Deepthi Raja         | Inde         | 4,8 |
| 2     | Sathya Krishnamurthi | Inde         | 4,0 |
| 3     | Dahyun Lee           | Corée du Sud | 3,0 |
| 4     | Isobel Borlase       | Australie    | 2,8 |
| 4     | Nanami Tsuno         | Japon        | 2,8 |
| 4     | Chinami Yokoyama     | Japon        | 2,8 |

#### Évaluation
| Place | Nom              | Équipe    | EPM  |
| ----- | ---------------- | --------- | ---- |
| 1     | Yu Wen Hsiao     | Taïwan    | 27,0 |
| 2     | Isobel Borlase   | Australie | 22,6 |
| 3     | Isla Juffermans  | Australie | 22,4 |
| 4     | Chinami Yokoyama | Japon     | 17,8 |
| 5     | Chin Hua Yu      | Taïwan    | 15,5 |

### Récompenses
MVP de la compétition (meilleure joueuse) Isla Juffermans
Meilleur cinq de la compétition
- Chinami Yokoyama
- Wenxia Li
- Isobel Borlase
- Yu Wen Hsiao
- Isla Juffermans

## Division B

### Rencontres

#### Premier tour
Légende des classements
- Qualifié pour les demi-finales
- Repêché en barrages de qualifications pour les demi-finales
- Qualifié pour le match pour la 7e place

##### Groupe A
| Rang | Équipe      | Pts | J | G | P | Pp  | Pc  | Diff |  | Résultats (dom.\ext.) |   |       |       |        |
| ---- | ----------- | --- | - | - | - | --- | --- | ---- |  | --------------------- | - | ----- | ----- | ------ |
| 1    | Philippines | 6   | 3 | 3 | 0 | 241 | 137 | 104  |  | Philippines           |   | 66-59 | 65-50 | 110-28 |
| 2    | Samoa       | 5   | 3 | 2 | 1 | 219 | 141 | 78   |  | Samoa                 | - |       | 52-39 | 108-36 |
| 3    | Thaïlande   | 4   | 3 | 1 | 2 | 213 | 148 | 65   |  | Thaïlande             | - | -     |       | 124-31 |
| 4    | Maldives    | 3   | 3 | 0 | 3 | 95  | 342 | -247 |  | Maldives              | - | -     | -     |        |

##### Groupe B
| Rang | Équipe    | Pts | J | G | P | Pp  | Pc  | Diff |  | Résultats (dom.\ext.) |   |       |       |       |
| ---- | --------- | --- | - | - | - | --- | --- | ---- |  | --------------------- | - | ----- | ----- | ----- |
| 1    | Mongolie  | 6   | 3 | 3 | 0 | 188 | 130 | 58   |  | Mongolie              |   | 72-57 | 48-36 | 68-37 |
| 2    | Malaisie  | 4   | 3 | 1 | 2 | 158 | 163 | -5   |  | Malaisie              | - |       | 36-40 | 65-51 |
| 3    | Jordanie  | 4   | 3 | 1 | 2 | 117 | 127 | -10  |  | Jordanie              | - | -     |       | 41-43 |
| 4    | Hong Kong | 4   | 3 | 1 | 2 | 131 | 174 | -43  |  | Hong Kong             | - | -     | -     |       |

#### Tableau final
|  | Barrages    | Barrages    | Barrages          | Barrages |                               |                               | Demi-finales                  | Demi-finales                  | Demi-finales      | Demi-finales      |                   |                   | Finale            | Finale            | Finale            | Finale            |
|  |             |             |                   |          |                               |                               |                               |                               |                   |                   |                   |                   |                   |                   |                   |                   |
|  |             |             |                   |          |                               |                               | 10 septembre 2022             | 10 septembre 2022             | 10 septembre 2022 | 10 septembre 2022 |                   |                   | 11 septembre 2022 | 11 septembre 2022 | 11 septembre 2022 | 11 septembre 2022 |
|  |             |             |                   |          |                               |                               | 10 septembre 2022             | 10 septembre 2022             | 10 septembre 2022 | 10 septembre 2022 |                   |                   | 11 septembre 2022 | 11 septembre 2022 | 11 septembre 2022 | 11 septembre 2022 |
|  |             |             |                   |          |                               |                               | 10 septembre 2022             | 10 septembre 2022             | 10 septembre 2022 | 10 septembre 2022 |                   |                   | 11 septembre 2022 | 11 septembre 2022 | 11 septembre 2022 | 11 septembre 2022 |
|  |             |             |                   |          |                               |                               | 10 septembre 2022             | 10 septembre 2022             | 10 septembre 2022 | 10 septembre 2022 |                   |                   | 11 septembre 2022 | 11 septembre 2022 | 11 septembre 2022 | 11 septembre 2022 |
|  |             |             |                   |          |                               |                               | 10 septembre 2022             | 10 septembre 2022             | 10 septembre 2022 | 10 septembre 2022 |                   |                   | 11 septembre 2022 | 11 septembre 2022 | 11 septembre 2022 | 11 septembre 2022 |
|  | Philippines | Philippines | 65                | 65       |                               |                               |                               |                               |                   |                   |                   |                   | 11 septembre 2022 | 11 septembre 2022 | 11 septembre 2022 | 11 septembre 2022 |
|  | Philippines | Philippines | 65                | 65       | 9 septembre 2022              |                               |                               |                               |                   |                   |                   |                   | 11 septembre 2022 | 11 septembre 2022 | 11 septembre 2022 | 11 septembre 2022 |
|  |             |             | Malaisie          | Malaisie | 66                            | 66                            |                               |                               |                   |                   |                   |                   | 11 septembre 2022 | 11 septembre 2022 | 11 septembre 2022 | 11 septembre 2022 |
|  | B2          | Malaisie    | Malaisie          | Malaisie | 66                            | 66                            | 57                            | 57                            |                   |                   |                   |                   | 11 septembre 2022 | 11 septembre 2022 | 11 septembre 2022 | 11 septembre 2022 |
|  | B2          | Malaisie    | 10 septembre 2022 |          |                               |                               | 57                            | 57                            |                   |                   |                   |                   | 11 septembre 2022 | 11 septembre 2022 | 11 septembre 2022 | 11 septembre 2022 |
|  | A3          | Thaïlande   | 54                | 54       |                               |                               |                               |                               |                   |                   |                   |                   | 11 septembre 2022 | 11 septembre 2022 | 11 septembre 2022 | 11 septembre 2022 |
|  | A3          | Thaïlande   | 54                | 54       | Malaisie                      | Malaisie                      | 64                            | 64                            |                   |                   |                   |                   |                   |                   |                   |                   |
|  |             |             |                   |          | Malaisie                      | Malaisie                      | 64                            | 64                            |                   |                   |                   |                   |                   |                   |                   |                   |
|  |             |             | Mongolie          | Mongolie | 53                            | 53                            |                               |                               |                   |                   |                   |                   |                   |                   |                   |                   |
|  |             |             |                   |          | 53                            | 53                            |                               |                               |                   |                   |                   |                   |                   |                   |                   |                   |
|  |             |             |                   |          |                               |                               |                               |                               |                   |                   |                   |                   |                   |                   |                   |                   |
|  |             |             |                   |          |                               |                               |                               |                               |                   |                   |                   |                   |                   |                   |                   |                   |
|  | Mongolie    | Mongolie    | 65                | 65       | Match pour la troisième place | Match pour la troisième place | Match pour la troisième place | Match pour la troisième place |                   |                   |                   |                   |                   |                   |                   |                   |
|  | Mongolie    | Mongolie    | 65                | 65       | Match pour la troisième place | Match pour la troisième place | Match pour la troisième place | Match pour la troisième place | 9 septembre 2022  |                   |                   |                   |                   |                   |                   |                   |
|  |             |             | Samoa             | Samoa    | 64                            | 64                            |                               |                               | 11 septembre 2022 | 11 septembre 2022 | 11 septembre 2022 | 11 septembre 2022 |                   |                   |                   |                   |
|  | A2          | Samoa       | Samoa             | Samoa    | 64                            | 64                            | 61                            | 61                            | 11 septembre 2022 | 11 septembre 2022 | 11 septembre 2022 | 11 septembre 2022 |                   |                   |                   |                   |
|  | A2          | Samoa       |                   |          |                               |                               |                               | 61                            |                   |                   | Philippines       | Philippines       | 84                | 84                |                   |                   |
|  | B3          | Jordanie    | 55                | 55       |                               |                               |                               |                               |                   |                   | Philippines       | Philippines       | 84                | 84                |                   |                   |
|  | B3          | Jordanie    | 55                | 55       | Samoa                         | Samoa                         | 68                            | 68                            |                   |                   |                   |                   |                   |                   |                   |                   |
|  |             |             |                   |          |                               |                               |                               |                               |                   |                   |                   |                   |                   |                   |                   |                   |

#### Matches de classement

##### Match pour la7eplace
| 9 septembre 2022 13 h 30 UTC+05:30 | Rapport | Maldives                                        | 25–88 | Hong Kong |  | Sree Kanteerava Indoor Stadium |
| 9 septembre 2022 13 h 30 UTC+05:30 | Rapport | Score par quart-temps : 6-26, 8-23, 0-17, 11-22 |       |           |  | Sree Kanteerava Indoor Stadium |

##### Match pour la5eplace
| 10 septembre 2022 13 h 30 UTC+05:30 | Rapport | Jordanie                                         | 41–63 | Thaïlande |  | Sree Kanteerava Indoor Stadium |
| 10 septembre 2022 13 h 30 UTC+05:30 | Rapport | Score par quart-temps : 4-15, 8-12, 15-17, 14-19 |       |           |  | Sree Kanteerava Indoor Stadium |

### Classement final
| Place                    | Équipe      | Vict.-Déf. |
| ------------------------ | ----------- | ---------- |
| Médaille d'or, Asie      | Malaisie    | 4 - 2      |
| Médaille d'argent, Asie  | Mongolie    | 4 - 1      |
| Médaille de bronze, Asie | Philippines | 4 - 1      |
| 4                        | Samoa       | 3 - 3      |
| 5                        | Thaïlande   | 2 - 3      |
| 6                        | Jordanie    | 1 - 4      |
| 7                        | Hong Kong   | 2 - 2      |
| 8                        | Maldives    | 0 - 4      |

- Promotion en Division A pour le Championnat d'Asie U18 2024

### Leaders statistiques

#### Points
| Place | Nom                  | Équipe      | PPM  |
| ----- | -------------------- | ----------- | ---- |
| 1     | Malia Ruud           | Samoa       | 18,3 |
| 2     | Kira-May Filemu      | Samoa       | 18,0 |
| 3     | Nyamjav Nandinkhusel | Mongolie    | 16,6 |
| 4     | Kate Bobadilla       | Philippines | 15,2 |
| 5     | Bolor Battsooj       | Mongolie    | 14,4 |

#### Rebonds
| Place | Nom                  | Équipe    | RPM  |
| ----- | -------------------- | --------- | ---- |
| 1     | Wing Yiu Kong        | Hong Kong | 14,3 |
| 2     | Nyamjav Nandinkhusel | Mongolie  | 13,4 |
| 3     | Khongorzul Altanzul  | Mongolie  | 12,6 |
| 4     | Kira-May Filemu      | Samoa     | 12,3 |
| 4     | Malia Ruud           | Samoa     | 12,3 |

#### Passes décisives
| Place | Nom                    | Équipe      | PDPM |
| ----- | ---------------------- | ----------- | ---- |
| 1     | Nyamjav Nandinkhusel   | Mongolie    | 4,8  |
| 2     | Nyamtsetseg Batjargal  | Mongolie    | 4,6  |
| 3     | Hui Lin Elaine Chong   | Malaisie    | 4,3  |
| 4     | Jia Huey Yun           | Malaisie    | 3,5  |
| 5     | Supawadee Aupatam      | Thaïlande   | 3,4  |
| 5     | Dianne Camille Nolasco | Philippines | 3,4  |

#### Contres
| Place | Nom                    | Équipe    | CPM |
| ----- | ---------------------- | --------- | --- |
| 1     | Wing Yiu Kong          | Hong Kong | 2,3 |
| 2     | Hind Jumah             | Jordanie  | 1,4 |
| 2     | Nyamjav Nandinkhusel   | Mongolie  | 1,4 |
| 4     | Qaizden Finau-Stephano | Samoa     | 1,2 |
| 4     | Chosita Sakaret        | Thaïlande | 1,2 |

#### Interceptions
| Place | Nom                 | Équipe      | IPM |
| ----- | ------------------- | ----------- | --- |
| 1     | Sumayah Sugapong    | Philippines | 4,8 |
| 2     | Phoena Dadson       | Jordanie    | 4,0 |
| 3     | Kira-May Filemu     | Samoa       | 3,8 |
| 4     | Khongorzul Altanzul | Mongolie    | 3,4 |
| 5     | Bolor Battsooj      | Mongolie    | 3,2 |

#### Évaluation
| Place | Nom                  | Équipe    | EPM  |
| ----- | -------------------- | --------- | ---- |
| 1     | Nyamjav Nandinkhusel | Mongolie  | 23,2 |
| 2     | Malia Ruud           | Samoa     | 22,3 |
| 3     | Wing Yiu Kong        | Hong Kong | 22,0 |
| 4     | Hui Lin Elaine Chong | Malaisie  | 17,3 |
| 4     | Kira-May Filemu      | Samoa     | 17,3 |